# Лестница Браманте
Лестницами Браманте (итал. Scale di Bramante) называют две лестницы в музеях Ватикана. Оригинальная лестница была построена в 1505 году, современный вариант — в 1932 году.

## Оригинальная лестница

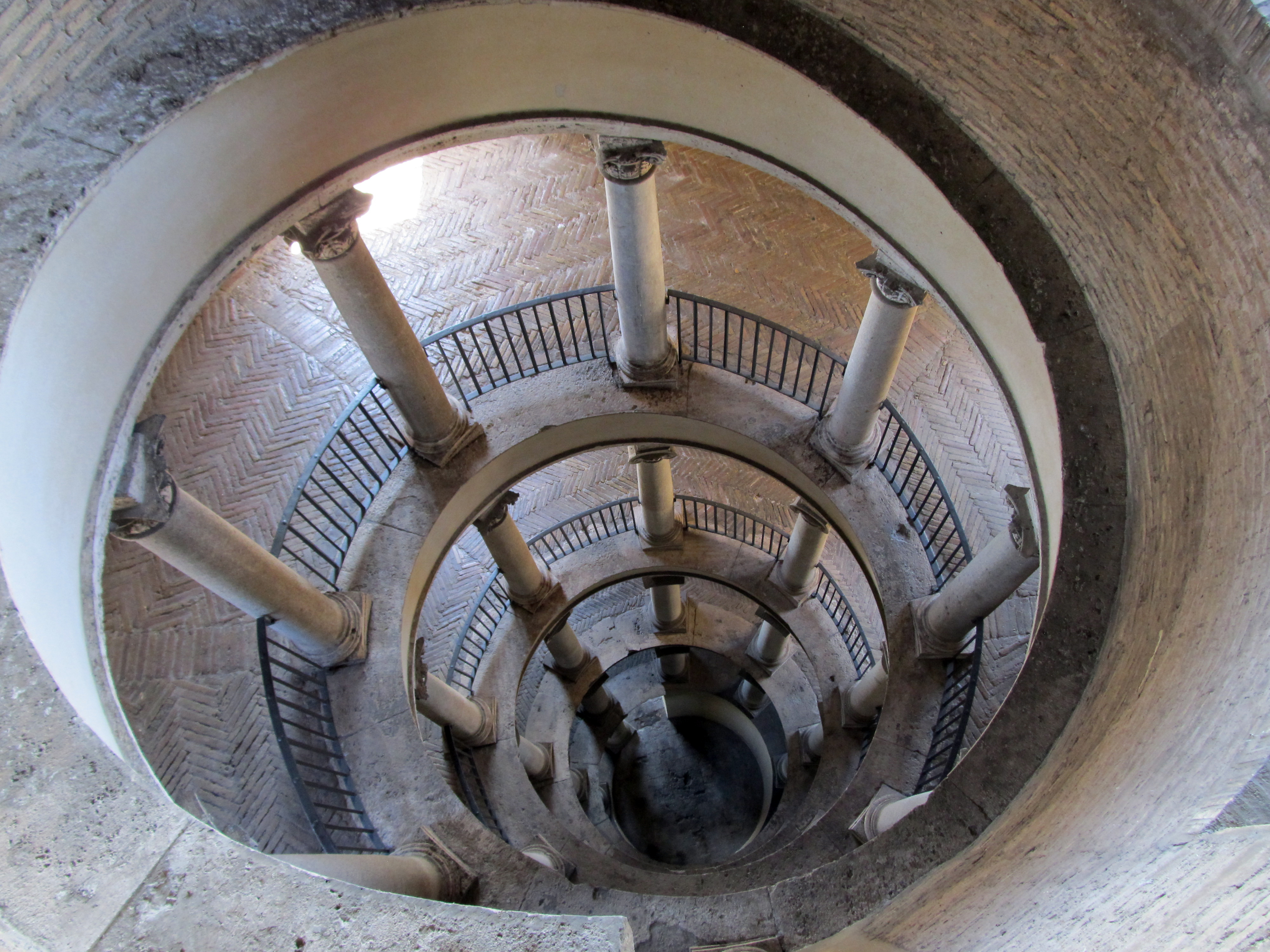
Оригинальная лестница Браманте

Оригинал был построен по проекту итальянского архитектора Донато Браманте в 1505 году. По поручению папы Юлия II Браманте предстояло соединить Бельведерский с Апостольским дворцом. Для этого он заложил винтовую лестницу и две галереи, окаймляющих двор Бельведера, на которые можно было попасть с лестницы. Однако западная галерея была завершена лишь полвека спустя.
Лестница Браманте не имеет ступеней и представляет собой скорее пандус, обвивающийся вокруг внутреннего пространства. За счет пустого внутреннего пространства для освещения лестницы хватает света, идущего сверху. По внутреннему краю чётко друг над другом расположены дорические колонны, служащие опорами для четырёх витков лестницы.
Пологий подъём был сделан для того, чтобы тягловые животные могли беспрепятственно доставлять поклажу в Ватиканский дворец. Кроме того, лестница была сконструирована с двойной спиралью, похожей на структуру ДНК, чтобы движение могло происходить одновременно как вверх, так и вниз.
Сейчас оригинальная лестница Браманте закрыта для публичных посещений, кроме специально организованных туров.

## Современная лестница

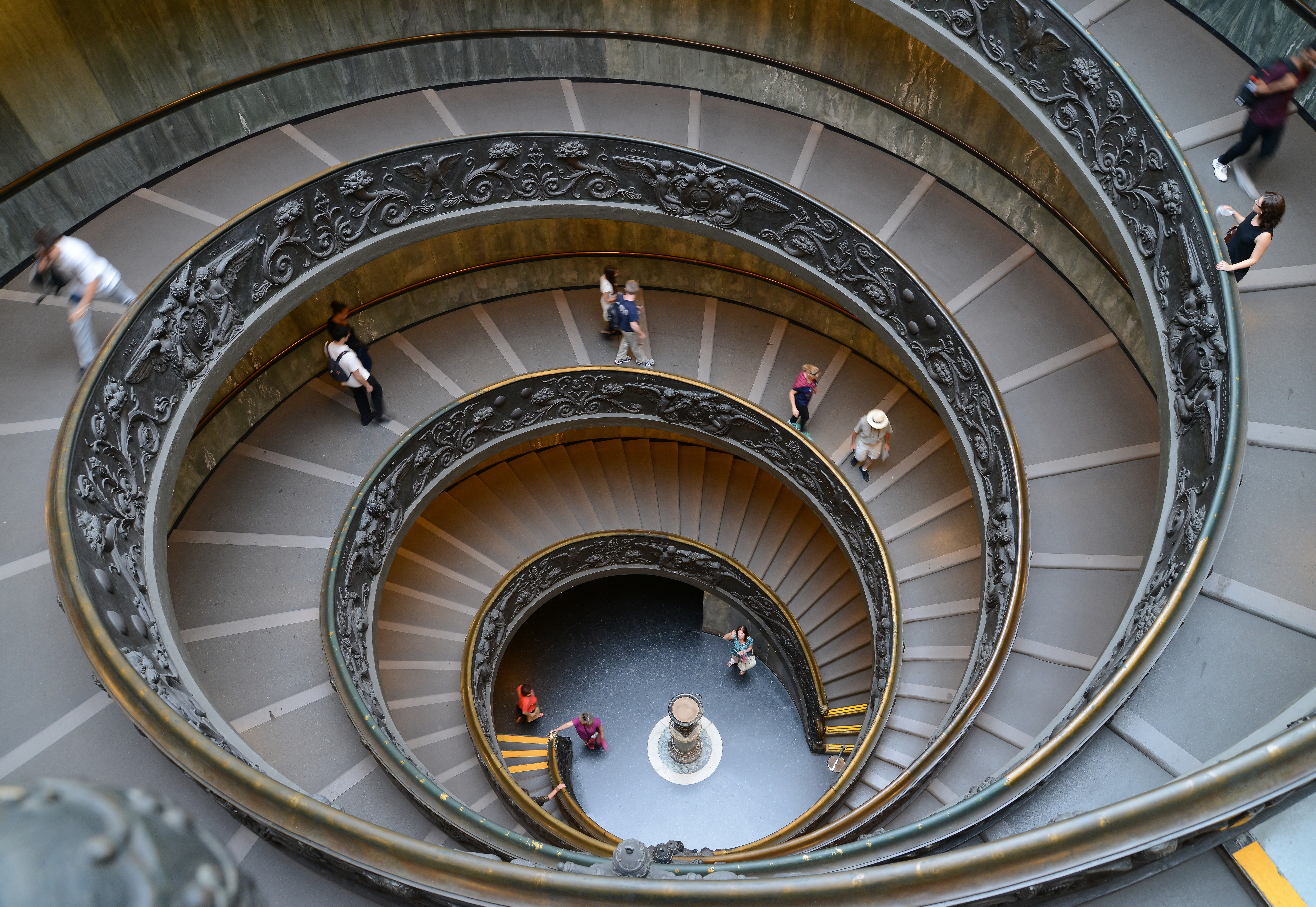
Современная версия

Современная винтовая лестница также находится в музее Пио-Клементино, но, хоть и носит название лестницы Браманте, была построена лишь четыре века спустя по проекту Джузеппе Момо в 1932 году. Как и оригинал, современная лестница построена с двойной спиралью, которая позволяет людскому потоку без столкновений двигаться в разных направлениях. Балюстрада по краю лестницы выполнена из железа. Стеклянный купол над лестницей позволяет проникать свету сверху.
Современная лестница Браманте служит выходом из музея Пио-Клементино.